# Bartramia robusta
Bartramia robusta är en bladmossart som beskrevs av J. D. Hooker och William M. Wilson 1844. Bartramia robusta ingår i släktet äppelmossor, klassen egentliga bladmossor, divisionen bladmossor och riket växter. Inga underarter finns listade i Catalogue of Life.